# Bahnhof Gerstungen
Der Bahnhof Gerstungen liegt in der gleichnamigen Gemeinde im Wartburgkreis an der Westgrenze Thüringens. Besondere Bedeutung erlangte der Bahnhof mehrfach in seiner Geschichte als Grenzbahnhof während der Deutschen Teilung.

## Geschichte

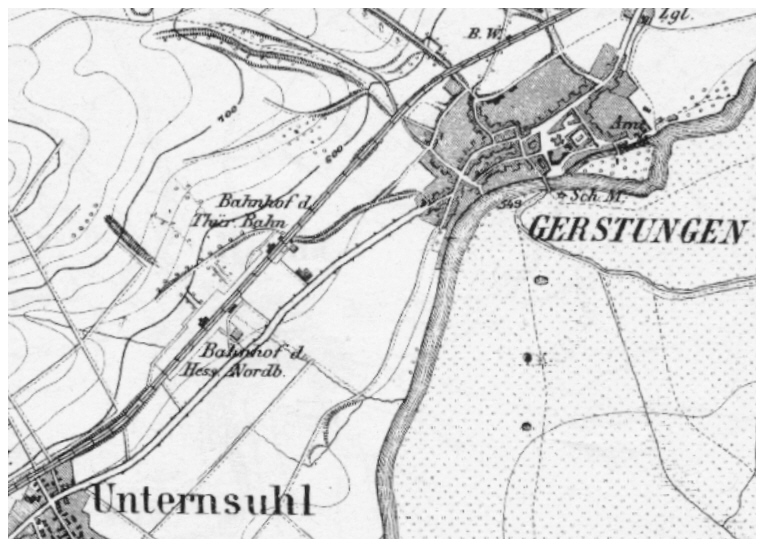
Lageplan der Gerstunger Bahnanlagen um 1860

Im September 1849 erhielt Gerstungen Eisenbahnanschluss: Am 22. September 1849 nahm die private kurhessische Friedrich-Wilhelms-Nordbahn ihre Strecke von Bebra nach Gerstungen in Betrieb; am 25. September 1849 eröffnete die Thüringer Bahn das letzte Teilstück ihrer „Stammbahn“ von Eisenach nach Gerstungen.
Die Thüringer Bahn endete im Thüringer Bahnhof, die Friedrich-Wilhelms-Nordbahn im Hessischen Bahnhof. Diese beiden Bahnhöfe, welche kaum 100 Meter voneinander entfernt lagen, verband ein durchgehender Schienenstrang, aber staatsrechtliche Verträge verhinderten den uneingeschränkten Bahnverkehr. Reisende mussten umsteigen oder waren sogar gezwungen, ein Quartier in Gerstungen zu suchen. In Bahnhofsnähe entstanden Herbergen und eine stark frequentierte Gastronomie. Der Frachtverkehr war gleichfalls von dieser Kleinstaaterei betroffen. Güterwagen mussten in Gerstungen umgeladen werden, es kam zu unnötigem Zeitverlust und oft auch zu Beschädigungen. Der Fuhrpark der Bahngesellschaften sollte nicht vermischt werden. Lediglich Militärtransporte und Sonderzüge erhielten Ausnahmegenehmigungen. Da der Traktionswechsel und das Umladen sehr viel Personal erforderte, siedelten sich in Bahnhofsnähe zahlreiche Bahnarbeiter an, so dass sich die Einwohnerzahl Gerstungens durch Bahnpersonal und ihre Familien um über 500 Personen erhöhte.
Mit der Reichsgründung 1871 erhielt die Preußische Staatsbahn den Auftrag, für eine Vereinheitlichung der Schienennetze im Reich zu sorgen. Dies führte rasch zur Überwindung der Kleinstaaterei auf dem Schienennetz. 1882 wurden beide Bahngesellschaften durch die Preußische Staatsbahn aufgekauft, der Hessische Bahnhof wurde geschlossen. Eine besondere betriebliche Bedeutung erlangte Gerstungen 1898 als Hauptrangierbahnhof zwischen Kassel und Weißenfels. Seit der Eröffnung der Strecke Gerstungen–Berka am 1. Oktober 1903, die bis 1905 schrittweise nach Vacha verlängert wurde, ist der Bahnhof Gerstungen ein Trennungsbahnhof. Während des Zweiten Weltkrieges wurde der Bahnhof als strategisches Ziel erfasst und 1944 bombardiert, hierbei wurden auch angrenzende Wohnhäuser getroffen und mehrere Bewohner getötet. Auch fahrende Züge wurden im Abschnitt Gerstungen–Eisenach aus der Luft angegriffen.

### Grenzbahnhof

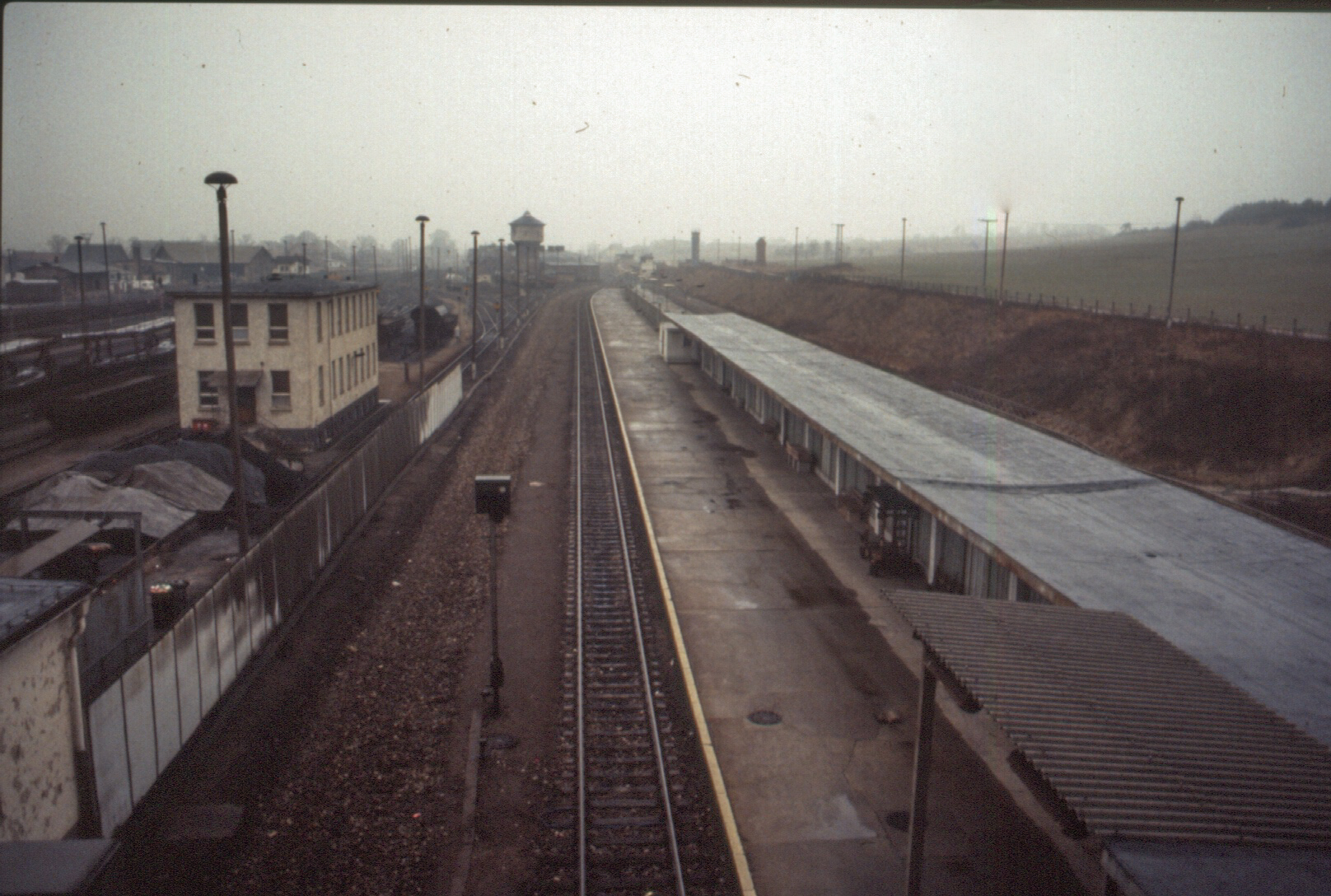
Ehemaliger Grenzbahnhofsteil in den frühen 1990er-Jahren

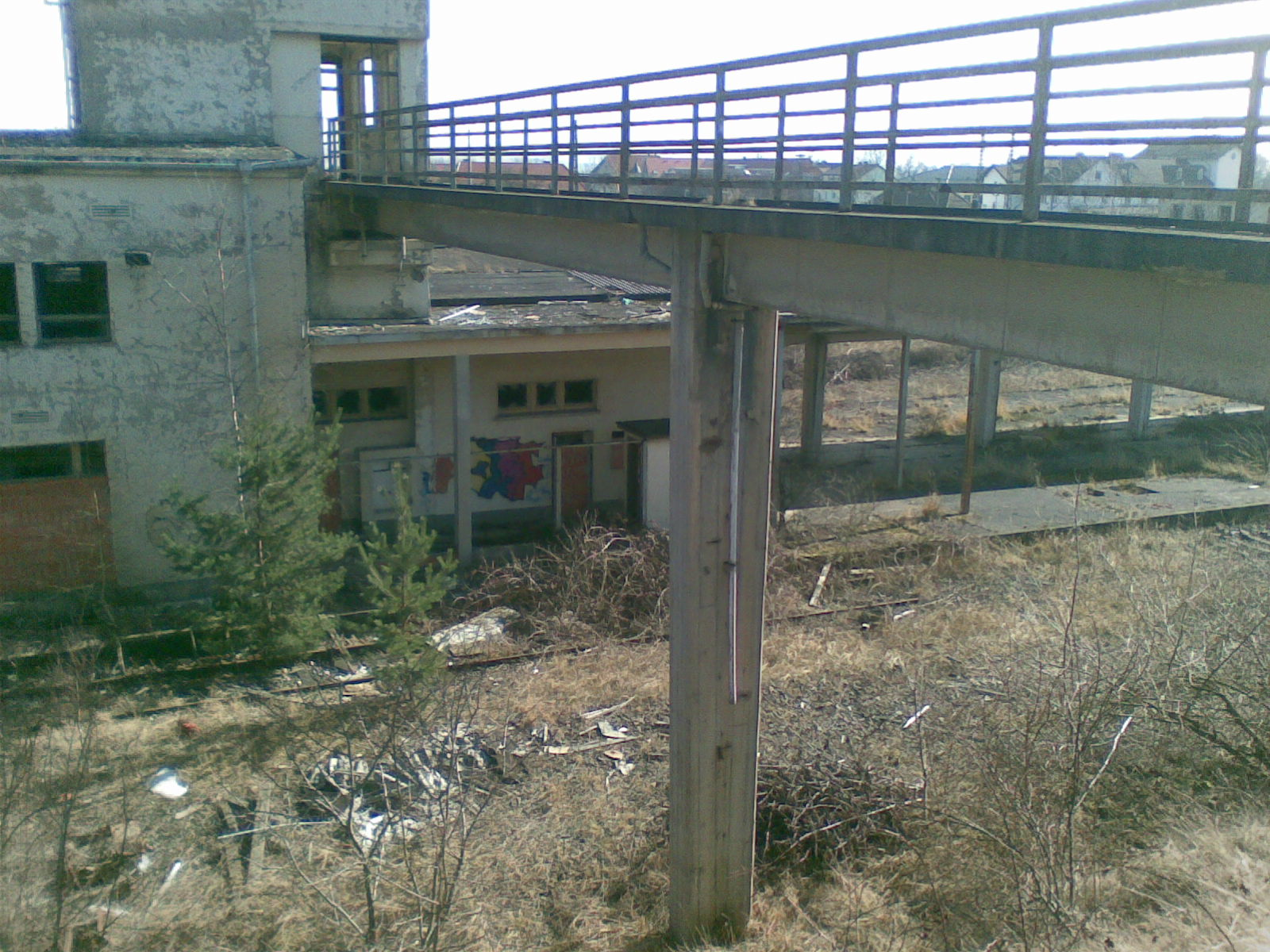
Die Ruinen des Grenzbahnhofs mit Beschaubrücke kurz vor dem Abriss, März 2012

Der Bahnhof Gerstungen wurde nach 1945 stark von der Deutschen Teilung zwischen der DDR und Westdeutschland betroffen. Dies betraf zunächst zahlreiche Kriegsheimkehrer und Flüchtlinge, die über Herleshausen und Bebra in Sammellager überstellt wurden.
Bereits während der US-amerikanischen Besatzungszeit in Thüringen florierte der Schmuggel, ab Juli 1945 wurden die grenznahen Orte bei Eisenach durch ihre verkehrsgünstige Lage zum Schauplatz von Flucht aus der Sowjetischen Besatzungszone und der DDR. Entsprechend scharf wurde deshalb der Bahnverkehr in die westlichen Nachbarorte von Eisenach überprüft.
Personenzüge nach Gerstungen wurden am Bahnhof Wartha verschlossen, um das Abspringen im hessischen Gebiet um den Bahnhof Herleshausen zu verhindern. 1952 wurde der Personenverkehr nach Eisenach eingestellt. Es wurden ersatzweise Buslinien nach Gerstungen eingerichtet.
Die Gleisanlagen dienten dem Güterverkehr (insbesondere Kalibergbau) und durchfahrenden Interzonenzügen, deren Grenzabfertigung auf DDR-Seite bereits im Bahnhof Wartha stattfand. Von und nach West-Berlin verkehrende Militärzüge der Besatzungsmächte passierten den Bahnhof ohne Kontrollen.
Am 13. April 1962 wurde die Bahnstrecke Förtha–Gerstungen in Betrieb genommen, die am Bahnhof Förtha von der Werrabahn abzweigte und das bundesdeutsche Gebiet bei Herleshausen umging. Der Binnenverkehr von Gerstungen in Richtung Eisenach wurde über Förtha wiederaufgenommen. Ab 28. September 1963 wurde die Grenzabfertigung der Interzonenzüge von Wartha nach Gerstungen verlegt, die Züge nutzten seitdem die neue Strecke. Die alte Strecke über Wartha wurde nur noch im geringen Umfang vom Güterverkehr genutzt. Von 1963 bis 1978 verkehrte planmäßig ein Güterzugpaar am Tag über die alte Strecke, er diente zur Versorgung der Grenzorte mit Brennstoffen und Industriegütern. In Gerstungen befand sich mit einem Betriebsteil des VEB (K) Thüringer Dachziegelwerke eine der größten Ziegeleien in Thüringen, welche für den Wiederaufbau nach dem Krieg unentbehrlich war.
Der Grenzbahnhof Gerstungen wurde erheblich umgebaut. 1966/67 war auf der Nordseite ein separater Bahnhofsteil für die Abfertigung der Interzonenzüge eingerichtet worden. Der alte Bahnhofsteil wurde zum Endbahnhof umgestaltet und diente den Personenzügen nach Eisenach. Beide Bahnhofsteile waren über einen 150 Meter langen Tunnel verbunden. Zwischen beiden Teilen befanden sich umfangreiche Anlagen für den Güterverkehr. Eine Besonderheit waren Kalizüge, die aus dem Raum Philippsthal und Heringen in Hessen kamen, mangels einer direkten Strecke zum Netz der Deutschen Bundesbahn über die Bahnstrecke Gerstungen–Vacha in die DDR fuhren und in Gerstungen die Fahrtrichtung wechselten, bevor sie in Richtung Bebra zurück in die Bundesrepublik fuhren. Eine Reihe von Sicherheitsmaßnahmen, etwa Schutzweichen, verhinderten die Fahrt von Zügen in Richtung Bundesrepublik ohne Genehmigung durch die Grenzbehörden oder ein Betreten der Züge durch Unbefugte. Ab Mai 1973 war die Deutsche Bundesbahn für Gestellung von Lokomotiven und Personal für die Strecke Bebra–Gerstungen zuständig. In Gerstungen fand der Lokwechsel statt. Für die DB-Personale gab es einen Aufenthaltsraum. Anders als an den meisten anderen Grenzbahnhöfen zwischen der DDR und der Bundesrepublik war kein Übergang zwischen Interzonenzügen und Binnenverkehrszügen möglich, Ein- und Aussteigen war bei den Interzonenzügen generell nicht gestattet. Während in früheren DR-Auslandkursbüchern gesondert auf diesen Fakt hingewiesen wurde, wurde in späteren Jahren der Halt im Bahnhof gar nicht mehr dargestellt. Dokumentiert sind fünf Todesfälle – drei Bundesbürger, ein Gerstunger Bürger und ein weiterer DDR-Bürger, die durch stressbedingtes Herzversagen während der Grenzkontrollen oder bei Verhören im Bahnhofsbereich verstarben.

### Nach dem Mauerfall

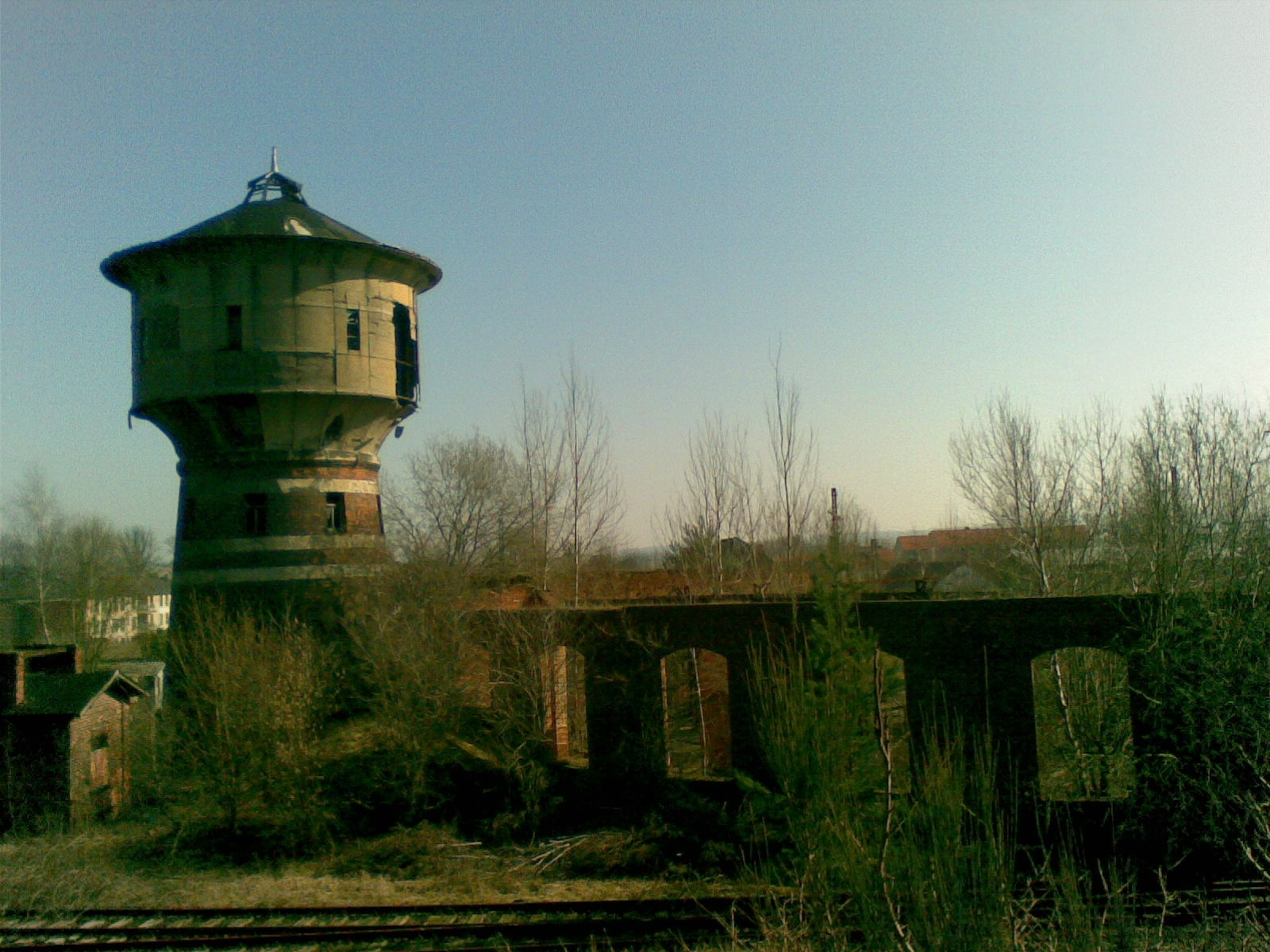
Die Ruinen von Wasserturm und Lokschuppen kurz vor dem Abriss, März 2012

Nach dem Mauerfall verlor Gerstungen schrittweise seine Funktion als Grenzkontrollbahnhof. In die in Gerstungen haltenden Schnellzüge durfte ein- und ausgestiegen werden, das Zugangebot über die Grenze nahm deutlich zu. Am 3. März 1990 reiste Willy Brandt mit dem D 455 nach Thüringen und sprach bei einem Zwischenhalt auf dem Gerstunger Bahnhof vor zahlreichen Einwohnern. Zu diesem Zweck war auf dem Bahnsteig eine kleine Rednertribüne aufgebaut worden.
Im September 1990 entfielen die Halte der Schnellzüge in Gerstungen. 1991 verlängerte die Deutsche Bundesbahn ihre Nahverkehrszüge aus Bebra, die bis dahin im hessischen Obersuhl endeten, nach Gerstungen. In Richtung Eisenach musste allerdings bis 1992 meistens weiterhin umgestiegen werden, da es noch keine Gleisverbindung vom ursprünglichen Bahnhofsteil in Richtung Hessen gab und die Züge den alten Grenzbahnhof nutzen mussten. Am 25. Mai 1991 ging die traditionelle Strecke der Thüringer Bahn über Wartha nach 13 Jahren Betriebsruhe wieder zunächst eingleisig in Betrieb. Bis zu ihrer zweigleisigen Fertigstellung am 27. September 1992 nutzten die Nahverkehrszüge noch die Umgehungsstrecke über Förtha. Diese wurde danach nicht mehr benötigt. Am 19. Juli 1994 genehmigte das Eisenbahn-Bundesamt deren Stilllegung. Sie wurde in den folgenden Jahren abgebaut.
Am 28. Mai 1995 begann der elektrische Betrieb zwischen Bebra und Neudietendorf und damit auch im Bahnhof Gerstungen. Am 16. Juni 1996 nahm das elektronische Stellwerk Eisenach seinen vollen Betrieb auf. Von dort wird seitdem der gesamte Abschnitt zwischen Gerstungen und Gotha gesteuert, die örtlichen Stellwerke gingen außer Betrieb. Die Hochbauten des Grenzbahnhofs wurden komplett abgetragen.
Im Werratalmuseum Gerstungen ist ein eigener Ausstellungsraum zur Geschichte des Gerstunger Bahnhofs eingerichtet. Gezeigt werden historische Eisenbahntechnik und zahlreiche Bilddokumente. Im Museum Grenzbahnhof Bebra wird ein Modell im Maßstab 1:87 (Spur H0) des Bahnhofs Gerstungen betrieben, das den Bahnhof während der deutschen Teilung zeigt.
Im Mai 2012 begann der Abriss des Bahnbetriebswerkes und des Grenzbahnhofs, um Platz für einen Solarpark zu schaffen. Auch der ehemalige Ringlokschuppen und der Wasserturm wurden beseitigt.

## Verkehrsanbindung
Seit 2006 wird der Bahnhof durch die Linie RB 6 der Cantus Verkehrsgesellschaft bedient. Der Verkehrsvertrag läuft bis 2031.
| Linie | Verlauf | Takt                                     |
| ----- | --- | ---------------------------------------- |
| RB6   | Eisenach Hbf – Eisenach West – Eisenach Opelwerk – Hörschel – Herleshausen – Gerstungen – Wildeck-Obersuhl – Wildeck-Bosserode – Wildeck-Hönebach – Ronshausen – Bebra Stand: Fahrplanwechsel Dezember 2024 | 60 min (wochentags) 120 min (Wochenende) |

Die Strecke Gerstungen – Vacha dient seit 1952 ausschließlich dem Güterverkehr. Seit Juli 2012 ist das gesamte Bahnhofsgebäude im Besitz eines Gastronomiebetriebes. Die ehemalige Mitropa wird als Festsaal genutzt. Der Zugang zur Eingangshalle ist durch eine Mauer versperrt, der Zugang zum Bahnhof erfolgt über die seitlichen Parkflächen.
Außer den drei Bahnsteiggleisen gibt es nur noch drei Gleise als Überhol- und Abstellgleise. Die Strecke nach Vacha wird durch eine Unterführung kreuzungsfrei ausgefädelt. Von dieser Strecke werden nur die Gleise 3 bis 6 erreicht.

## Bahnsteige
| Gleis | Länge in m | Höhe in cm | Nutzung           |
| ----- | ---------- | ---------- | ----------------- |
| 1     | 156        | 38         | Richtung Eisenach |
| 2     | 156        | 38         | Richtung Bebra    |
| 3     | 156        | 38         | Richtung Bebra    |

## Bahnprojekt Fulda–Gerstungen
Das Bahnprojekt Ausbaustrecke/Neubaustrecke Fulda–Gerstungen ist Bestandteil im Ausbau des Fernverkehrsnetzes der Deutschen Bahn. Als Teil des Korridors Frankfurt–Erfurt soll es die vorhandenen und bereits ausgebauten Fernverkehrsstrecken verbinden. Das Projekt hat gemeinsam mit dem Aus- und Neubau zwischen Hanau Fulda das Ziel, zusätzliche Kapazität und Fahrzeitreduzierungen auf dem Korridor Frankfurt–Fulda–Erfurt–Berlin zu ermöglichen.

## Trivia
Bei den Modelleisenbahnfreunden Bremen e. V. (auf dem Gelände der Jacobs University in Bremen-Burg) kann ein Miniatur-Nachbau des Gerstunger Grenzbahnhofs besichtigt werden.